# Punct staționar

Punctele staționare sunt cele roșii; în acest grafic ele sunt puncte de maxim și mimim locale iar cele albastre sunt puncte de inflexiune

în matematică, în special în calculul diferențial, un punct staționar al unei funcții derivabile de o variabilă este un punct de pe graficul funcției în care derivata funcției este zero. Informal, este un punct în care funcția „încetează” să crească sau să descrească.
Pentru o funcție de mai multe variabile reale derivabilă, un punct staționar este un punct de pe suprafața graficului în care toate derivatele parțiale sunt zero (echivalent, gradientul este zero).
Punctele staționare sunt ușor de observat pe graficul unei funcții de o singură variabilă: acestea corespund punctelor de pe grafic unde tangenta este orizontală (adică paralelă cu axa x). Pentru o funcție de două variabile, acestea corespund punctelor de pe grafic în care planul tangent este paralel cu planul xy.
Punctele staționare în care există schimbare de semn a derivatei sunt puncte de extrem sau puncte de întoarcere.

## Puncte de întoarcere
Un  punct de întoarcere este un punct în care prima derivată își schimbă semnul. Un punct de întoarcere poate fi fie un maxim local, fie un minim local. Dacă funcția este derivată, atunci un punct de intoarcere este un punct staționar. Însă nu toate punctele staționare sunt și puncte de întoarcere. De exemplu, funcția {\displaystyle x\mapsto x^{3}} are un punct staționar în x = 0, care este și un punct de inflexiune, dar nu este un punct de întoarcere.

## Clasificare

Un grafic în care sunt indicate punctele de extrem

Punctele staționare a unei funcții reale {\displaystyle f\colon \mathbb {R} \to \mathbb {R} } de tip {\displaystyle C^{1}} sunt clasificate de examinarea primei derivate în patru tipuri:
- minim local, care este un punct unde derivata își schimbă semnul de la negativ la pozitiv;
- maxim local, care este un punct unde derivata își schimbă semnul de la pozitiv la negativ;

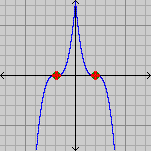
Puncte șa (puncte staționare care nu sunt extreme); ele sunt puncte de inflexiune. Cel din stânga este în creșere iar cel din dreapta în descreștere.

Rădăcinile, punctele staționare, punctele de inflexiune și concavitatea unei funcții algebrice de gradul al treilea (curba neagră) și prima și a doua derivată a sa (roșu, respectiv albastru)

- punct de inflexiune în creștere, care este un punct unde derivata este pozitivă de ambele părți ale punctului staționar, dar funcția își schimbă concavitatea;
- punct de inflexiune în descreștere, care este un punct unde derivata este negativă de ambele părți ale punctului staționar, dar funcția își schimbă concavitatea.

Primele două sunt extreme locale, iar ultimele două sunt puncte șa.
Teorema lui Fermat afirmă că (pentru funcțiile de tip {\displaystyle C^{1}}) extremele apar la limitele domeniului de definiție sau în punctele staționare.

## Trasarea graficului funcției
Determinarea poziției și naturii punctelor staționare ajută la pentru funcțiile derivabile la trasarea graficului funcției. Rezolvarea ecuației {\displaystyle f^{\prime }=0} dă coordonatele x a tuturor punctelor staționare; coordonatele y sunt valorile funcției pentru acele coordonate x. Natura specifică a unui punct staționar din x poate fi, în unele cazuri, determinată prin examinarea derivatei a doua {\displaystyle f^{\prime \prime }}:
- dacă {\displaystyle f^{\prime \prime }<0}, punctul staționar din x este un maxim local, deci funcția este concavă;
- dacă {\displaystyle f^{\prime \prime }>0}, punctul staționar din x este un minim local, deci funcția este convexă;
- dacă {\displaystyle f^{\prime \prime }=0}, natura punctului staționar din x trebuie determinată prin alte mijloace, adesea prin examinarea semnului funcției în jurul lui x.

O modalitate mai simplă de determinare a naturii unui punct staționar este examinarea valorilor funcției între punctele staționare (dacă funcția este definită și continuă între ele).
Un exemplu simplu de punct de inflexiune este funcția {\displaystyle f(x)=x^{3}}. Există o schimbare clară a concavității în punctul x = 0 și se poate arăta acest lucru prin calculul derivatelor. A doua derivată a f este 6x, continuă peste tot, iar în x = 0, {\displaystyle f^{\prime \prime }=0}, iar semnul se schimbă în acest punct. Deci x = 0 este un punct de inflexiune.
Mai general, punctele staționare ale unei funcții reale {\displaystyle f\colon \mathbb {R} ^{n}\to \mathbb {R} } sunt punctele x0 unde derivatele în orice direcție sunt zero, sau, echivalent, gradientul este zero.

### Exemple
La funcția {\displaystyle f(x)=x^{4},} valorile derivatelor sunt {\displaystyle f^{\prime }(0)=0} și {\displaystyle f^{\prime \prime }(0)=0.} Chiar dacă {\displaystyle f^{\prime \prime }(0)=0,} în x = 0 nu este un punct de inflexiune deoarece semnul lui {\displaystyle f^{\prime }(x)} se schimbă de la negativ la pozitiv.
La funcția {\displaystyle f(x)=\sin(x)} valorile derivatelor sunt {\displaystyle f^{\prime }(0)\neq 0} și {\displaystyle f^{\prime \prime }(0)=0.} Dar în x = 0 nu este un punct staționar, ci unul de inflexiune. Aceasta deoarece concavitatea se schimbă de la concavă în jos la concavă în sus iar semnul {\displaystyle f^{\prime \prime }(x)} nu se schimbă, rămâne pozitiv.
La funcția {\displaystyle f(x)=x^{3}} valorile derivatelor sunt {\displaystyle f^{\prime }(0)\neq 0} și {\displaystyle f^{\prime \prime }(0)=0.} În x = 0 punctul este atât unul staționar, cât și unul de inflexiune deoarece concavitatea se schimbă de la concavă în jos la concavă în sus iar semnul {\displaystyle f^{\prime }(x)} nu se schimbă, rămâne pozitiv.